# Angela Salvagno
Angela Salvagno (Willows, California; 13 de enero de 1976) es una culturista profesional estadounidense de la IFBB.

## Biografía
Natural de la ciudad de Willows (California), se crio en Orland, en el mismo estado. Es de ascendencia italiana, alemana y nativa americana. Tras entrar en el mundo del culturismo se trasladó a Florida. Durante su infancia destacó en muchos deportes, incluido el béisbol, y obtuvo el cinturón negro en Tae Kwon Do.

## Carrera de culturismo
Salvagno comenzó a entrenar con pesas a los 16 años y compitió en su primer espectáculo siete años después. Su logro más notable hasta la fecha es haber ganado la categoría de peso semipesado y la general en el Campeonato NPC de los Estados Unidos en el año 2009, con lo que se convirtió en profesional.

### Historial competitivo
- 1999 - Contra Costa – 2º puesto
- 1999 - Sacramento – 1º puesto (HW & Overall)
- 2000 - Contra Costa – 2º puesto (HW)
- 2000 - California – 2º puesto (HW)
- 2001 - NPC USA Championship – 5º puesto (MW)
- 2001 - NPC Nationals – 16º puesto (HW)
- 2001 - Ironman – 1º puesto (HW & Overall)
- 2002 - NPC Nationals – 6º puesto (MW)
- 2003 - NPC Nationals – 8º puesto (MW)
- 2004 - NPC Nationals – 9º puesto (LHW)
- 2005 - NPC USA Championship – 3º puesto (LHW)
- 2006 - NPC USA Championship – 1º puesto (LHW)
- 2006 - NPC Nationals – 4º puesto (LHW)
- 2007 - NPC USA Championships – 1º puesto (LHW)
- 2009 - NPC USA Championship – 1º puesto (LHW & Overall winner)
- 2009 - IFBB Tampa Pro – 6º puesto
- 2011 - IFBB Tampa Pro – 6º puesto
- 2011 - IFBB Europa Battle of Champions – 5º puesto
- 2015 - IFBB Europa physique division – 11º puesto
- 2018 - IFBB Tampa Pro - 11º puesto

## Carrera fuera del deporte
Fuera de los escenarios competitivos, Salvagno también ha actuado como modelo de fitness. Así mismo, entre los años 2017 y 2018 tuvo un pequeño periplo como actriz pornográfica, grabando escenas única y exclusivamente de masturbación o footjob, sin llegar a escenificarse ninguna penetración. Todas las escenas las hizo para el estudio Aziani, especializado en presentar actores y actrices musculosos o musculados, habiendo aparecido en escenas de Aziani's Iron Girls, y sus secuelas Aziani's Iron Girls 6 y Aziani's Iron Girls8 y en Pump'd. Con posterioridad, ha estado ligado al mundo del entretenimiento para adultos como modelo de cámara web en espacios como Fansoda u Onlyfans.